# Mistrzostwa Polski w Skokach Narciarskich 1950
25. Mistrzostwa Polski w Skokach Narciarskich – zawody o mistrzostwo Polski w skokach narciarskich, które odbyły się 29 stycznia 1950 roku na Wielkiej Krokwi w Zakopanem.
W konkursie skoków narciarskich zwyciężył Jan Kula, srebrny medal zdobył Józef Daniel Krzeptowski, a brązowy - Tadeusz Kozak.

## Wyniki konkursu
| Miejsce | Zawodnik                 | Klub                   | Skok 1 | Skok 2 | Punkty |
| ------- | ------------------------ | ---------------------- | ------ | ------ | ------ |
| 1.      | Jan Kula                 | SNPTT Zakopane         | 64,0   | 72,5   | 225,5  |
| 2.      | Józef Daniel Krzeptowski | SNPTT Zakopane         | 63,5   | 71,5   | 217,5  |
| 3.      | Tadeusz Kozak            | Wisła-Gwardia Zakopane | 64,0   | 68,0   | 213,0  |
| 4.      | Leopold Tajner           | Budowlani Goleszów     | 63,0   | 70,5   | 211,5  |
| 5.      | Rudolf Fross             | LZS Barania Wisła      | 63,5   | 70,5   | 209,0  |
| 6.      | Andrzej Marusarz         | SNPTT Zakopane         | 64,0   | 70,0   | 207,0  |